# Microserica sitoliensis
Microserica sitoliensis är en skalbaggsart som beskrevs av Moser 1922. Microserica sitoliensis ingår i släktet Microserica och familjen Melolonthidae. Inga underarter finns listade i Catalogue of Life.